# کالیکتوس یکم
پاپ کالیکتوس یکم (به انگلیسی: Pope Callixtus I) یکی از پاپ‌های کلیسای کاتولیک رم بود که در رم به دنیا آمد و بین سال‌های ۲۱۷ تا ۲۲۲ میلادی پاپ بود.
وی شانزدهمین پاپ کلیسای کاتولیک رومی بود و یکی از مهم‌ترین تصمیم‌هایی که گرفت، امکان‌پذیر اعلام کردن بخشش همه گناهان حتی قتل و تجاوز جنسی بود. این باعث شد تا در میان پیروان، انشعاب رخ بدهد و یک پاپ اعتراضی به نام هیپولیتوس رومی از سوی این پیروان برگزیده شود.
پاپ کالیکتوس یکم احتمالاً در یک خانواده از بردگان یونانی‌تبار ساکن محله تراستوره شهر رم به دنیا آمد.